# Olympische Jugend-Winterspiele 2012/Teilnehmer (Island)
| Gelbes Symbol für Goldmedaillen mit stilisierten Olympischen Ringen | Graues Symbol für Silbermedaillen mit stilisierten Olympischen Ringen | Braundes Symbol für Bronzemedaillen mit stilisierten Olympischen Ringen |
| ------------------------------------------------------------------- | --------------------------------------------------------------------- | ----------------------------------------------------------------------- |
| —                                                                   | —                                                                     | —                                                                       |

Island nahm an den Olympischen Jugend-Winterspielen 2012 in Innsbruck mit drei Athleten in zwei Sportarten teil.

## Sportarten

### Ski Alpin
| Athleten                    | Wettbewerb   | Durchgang 1 | Durchgang 2        | Gesamt             | Gesamt             |
| Athleten                    | Wettbewerb   | Zeit        | Zeit               | Zeit               | Rang               |
| --------------------------- | ------------ | ----------- | ------------------ | ------------------ | ------------------ |
| Jungen                      |              |             |                    |                    |                    |
| Jakob Bjarnason             | Super-G      |             |                    | 1:07,07 min        | 19                 |
| Jakob Bjarnason             | Riesenslalom | DNF         | nicht qualifiziert | nicht qualifiziert | nicht qualifiziert |
| Jakob Bjarnason             | Slalom       | DSQ         | nicht qualifiziert | nicht qualifiziert | nicht qualifiziert |
| Jakob Bjarnason             | Kombination  | 1:06,52 min | DNF                | nicht qualifiziert | nicht qualifiziert |
| Mädchen                     |              |             |                    |                    |                    |
| Helga María Vilhjálmsdóttir | Super-G      |             |                    | DNF                | DNF                |
| Helga María Vilhjálmsdóttir | Riesenslalom | 1:00,31 min | 1:01,75 min        | 2:02,06 min        | 21                 |
| Helga María Vilhjálmsdóttir | Slalom       | 45,63 s     | 39,29 s            | 1:24,92 min        | 8                  |
| Helga María Vilhjálmsdóttir | Kombination  | 1:08,44 min | 37,00 s            | 1:45,44 min        | 15                 |

### Skilanglauf
| Athleten         | Wettbewerb      | Qualifikation | Qualifikation | Viertelfinale      | Viertelfinale      | Halbfinale         | Halbfinale         | Finale             | Finale             |
| Athleten         | Wettbewerb      | Zeit          | Rang          | Zeit               | Rang               | Zeit               | Rang               | Zeit               | Rang               |
| ---------------- | --------------- | ------------- | ------------- | ------------------ | ------------------ | ------------------ | ------------------ | ------------------ | ------------------ |
| Jungen           |                 |               |               |                    |                    |                    |                    |                    |                    |
| Gunnar Birgisson | 10 km klassisch |               |               |                    |                    |                    |                    | 35:06,8 min        | 38                 |
| Gunnar Birgisson | Sprint          | 1:57,66 min   | 41            | nicht qualifiziert | nicht qualifiziert | nicht qualifiziert | nicht qualifiziert | nicht qualifiziert | nicht qualifiziert |